# Hohe Ahnt
Die Hohe Ahnt ist ein 525 m hoher Berg des Vorlandes der Mittleren Fränkischen Alb. Er befindet sich in der Oberpfalz, einem Regierungsbezirk von Bayern. Sein Gipfel liegt auf dem Gemeindegebiet von Neumarkt im Landkreis Neumarkt in der Oberpfalz südöstlich von Tyrolsberg und südlich der Kreisstraße NM 24. Im Nordwesten liegen der Pulverberg (546 m) und der Tyrolsberg (573 m) mit seinem Westabfall Eßberg. Im Norden liegen der Schloßberg sowie der Ort Rittershof. Am Osthang entspringt der Altweihergraben und nördlich der Irlgraben. Beides sind Quellbäche der Schwarzach. Auf dem Wanderweg Zeugenbergrunde kann man den Berg kennenlernen.